# 马格达莱纳河

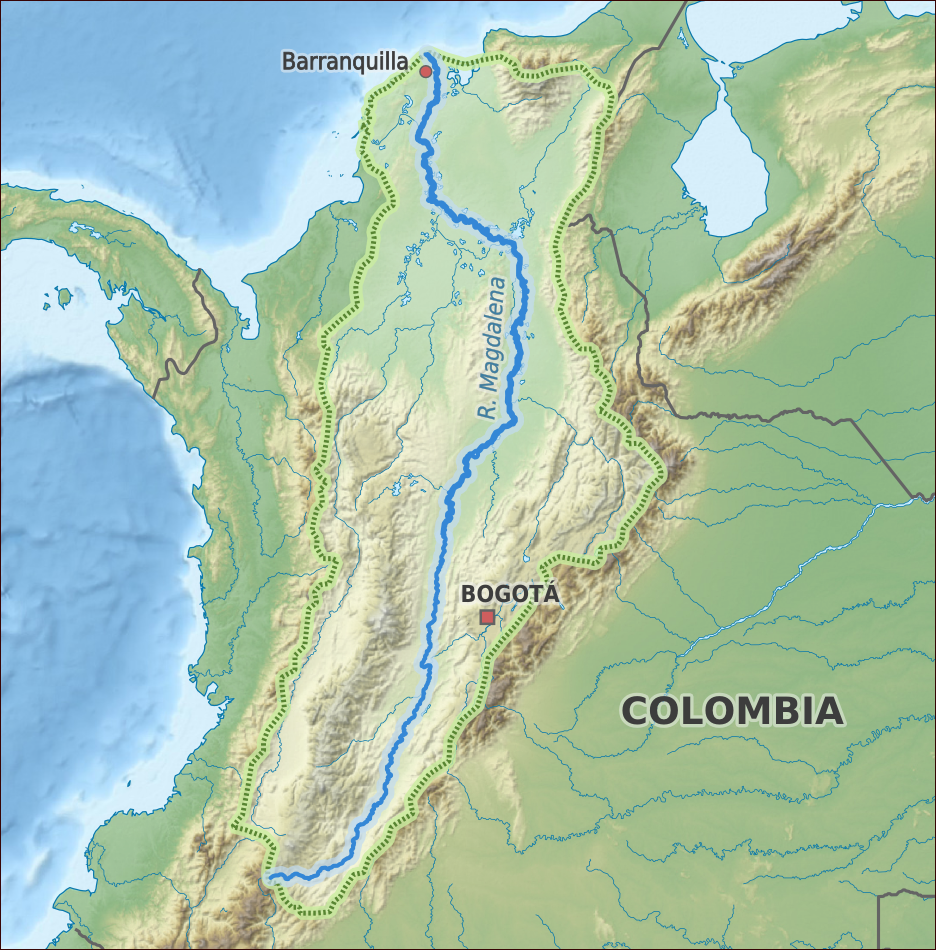
馬達雷納河在哥倫比亞的位置

马格达莱纳河（西班牙語：Río Magdalena）是哥伦比亚境内的主要河流。它得名于圣经人物抹大拉的马里亚。
马格达莱纳河发源于哥伦比亚乌伊拉省境内的安第斯山脉，向北流淌，最终在巴兰基亚注入加勒比海，全长约1,540公里，流域面积26万平方公里。
沿河主要城市有：翁达、博亚卡港、巴兰卡韦梅哈、巴兰基亚等。